# 立定跳远
立定跳远是一项传统田径比赛项目，1912年前曾是奥运会比赛项目。与一般跳远不同的是，立定跳远要求运动员不使用助跑，而是从立定姿势开始的起跳，跳跃途中只准离地一次，否则视为犯规。现在的官方立定跳远世界纪录是由挪威人阿恩·特沃维格（Arne Tvervaag）在1968年创造的3.71米。美式足球运动员拜伦·菲利普·琼斯（Byron Philip Jones）在2015 NFL选秀期间，在立定跳远项目中跳出3.73米（12英尺3英寸）的成绩，成为立定跳远项目有纪录的最佳成绩（非官方世界纪录）。
它所发展的是下肢爆发力与弹跳力。其中需要下肢肌肉与髋部快速用力，并于上肢互相协调，此中也需要一定灵巧性。

## 夏季奧運會獎牌者
立定跳远在現今並不常見，但它曾在1900年和1904年夏季奧運會中作為比賽項目之一。
| 届数                    | 金牌                  | 银牌                        | 铜牌                          |
| 1900年巴黎 （詳細）     | 雷·尤里 · 美国（USA） | 欧文·巴克斯特 · 美国（USA） | 罗伯特·加勒特 · 美国（USA）   |
| 1904年聖路易斯 （詳細） | 雷·尤里 · 美国（USA） | 查爾斯·金 · 美国（USA）     | 約瑟夫·斯塔德勒 · 美国（USA） |